# レプタイル -蜥蜴-
『レプタイル -蜥蜴-』（レプタイル -とかげ-、原題：Reptile）は、2023年のアメリカ合衆国のクライム・スリラー映画。
ザ・ウィークエンド、サム・スミス、アリアナ・グランデなどのミュージックビデオの演出を手がけてきたグラント・シンガーの長編劇映画デビュー作。第48回トロント国際映画祭でスペシャル・プレゼンテーション上映された後、2023年9月29日よりNetflixで配信。

## ストーリー
不動産業者のウィル・グレイディは、売りに出していたスカボロー (メイン州)の家で、恋人のサマー・エルスウィックが惨殺されているのを発見する。
スカボロー警察のトムとダンは、ウィルに事情を聞くと、サマーとは結婚するつもりだったが、彼女がまだサム・ギフォードという男と離婚していなかったことを明かされる。
サマーの葬儀の後、ウィルはトムに、数日前に母親の家に押し入ろうとしたイーライ・フィリップスのことを話す。かつてウィルの父親が、イーライの実家の農場を土地収用したため、イーライの父親が自殺したことを恨んでいるという。
その後トムとダンに尋問されたイーライは、ウィルがサマーを殺したと主張する。
サマーの体内から発見された精液は、サムのDNAと一致した。トムは令状を持ってサムを拘束するが、サムはダンの銃を奪い、逃げようとしたところをトムに撃たれて死亡する。自宅からは13キロのヘロインが発見される。
死亡したサムはサマーの殺人犯と断定されるが、トムは事件解決に疑問を抱く。その夜、イーライが彼の家に現れ、フラッシュメモリを置いていく。そこにはウィルが麻薬資金洗浄に係わっている証拠が入っていた。グレイディ家はWhite Fishというダミー会社を運営し、麻薬が見つかって収用された物件を、安く仕入れて転売していた。

## キャスト
※括弧内は日本語吹替。
- トム・ニコルス：ベニチオ・デル・トロ（沢木郁也）
- ウィル・グレイディ：ジャスティン・ティンバーレイク（浪川大輔）
- ジュディ・ニコルス：アリシア・シルヴァーストーン（品田美穂）
- イーライ・フィリップス：マイケル・カルメン・ピット
- ダン・クリアリー：アトー・エッサンドー（田尻浩章）
- ウォーリー・フィン：ドメニク・ランバルドッツィ
- サム・ギフォード：カール・グルスマン
- サマー：マチルダ・ルッツ
- カミール・グレイディ：フランシス・フィッシャー
- ロバート・アレン警部補：エリック・ボゴシアン（田中一永）
- マイク・ニュースキー
- サッド・ラッキンビル
- スカイ・フェレイラ
- オーウェン・ティーグ

## 作品の評価
Rotten Tomatoesによれば、80件の評論のうち高評価は44%にあたる35件で、平均点は10点満点中5.5点、批評家の一致した見解は「ベニチオ・デル・トロとアリシア・シルヴァーストーンの力強い演技も『レプタイル -蜥蜴-』の複雑で入り組んだ、そして結局のところはがっかりなストーリーを補うには十分ではない。」となっている。
Metacriticによれば、23件の評論のうち、高評価は7件、賛否混在は16件、低評価はなく、平均点は100点満点中52点となっている。